# Автономов, Николай Петрович
Николай Петрович Автономов (6 (18) апреля 1894, станица Сергиевская, Усть-Медведицкий округ, Область Войска Донского — 13 августа 1979, Сент-Питерсберг, Флорида, США) — русский религиозный деятель, одиозная фигура в церковной жизни первых советских десятилетий, участник «обновленческого движения», позднее — архиепископ Украинской автономной церкви и член католического Русского апостолата в Зарубежье.

## Биография
Родился 6 апреля 1894 года в семье Петра Викторовича Автономова, священника станицы Сергиевской. Мать — Анастасия Яковлевна Ломоносова, дочь священника слободы Ореховой.
Учился в Тамбовской духовной семинарии, откуда исключён в 1909 году из 4-го класса за пьянство.
С 1909 года состоял псаломщиком в Лебедяни. С 1918 года служил там в сане иерея.
С 1920 года священствовал в Царицынской (Сталинградской) епархии.
В 1922 или 1923 году уклонился в обновленческий раскол.
С 1926 года был уполномоченным ВЦУ по Сталинградскому округу.
С 1927 года — «благовестник» в Таганрогской обновленческой епархии.
2 октября 1928 года присутствовал на заседании расширенного пленума обновленческого Священного Синода.
18 мая 1930 года, будучи женатым, хиротонисан обновленцами в епископа Ставропольского.
С декабря 1932 года — обновленческий епископ Тверской.
В июне 1933 года уволен за штат. 21 июля 1933 года уволен из Тверской епархии за целый ряд неправильных поступков, унижающих епископское достоинство.
7 февраля 1934 года запрещён в священнослужении за бестактную деятельность в должности настоятеля собора города Махачкала, после чего попытался устроить в Махачкале автокефалию.
С 11 апреля 1934 года ему было разрешено священнослужение.
16 августа 1934 года откомандирован в Курскую митрополию для замещения Старо-Оскольской обновленческой кафедры. 13 сентября утверждён правящим епископом Старо-Оскольской епархией.
29 декабря 1934 года уволен из Старо-Оскольской епархии «для пользы обновленческого дела» за штат, с правом быть настоятелем.
30 января 1935 года откомандирован в Ивановскую митрополию для получения настоятельского места.
С декабря 1935 года — на священнической вакансии в Иванове.
С 22 апреля 1936 года — обновленческий епископ Александровский.
5 декабря 1936 года возведён в сан архиепископа с назначением архиепископом Александровским.
С 30 декабря 1937 года — управляющий Ивановской митрополией.
В 1938 году арестовывался и находился под следствием по делу т. н. «Автокефальной чёрной Церкви». На следствии он давал показания против обновленческого митрополита Александра Боярского, который, по некоторым сведениям, был арестован по его доносу.
3 декабря 1938 года освобождён от управления Ивановской обновленческой митрополией и уволен за штат.
Причинами неоднократных перемещений, увольнений за штат и запретов были «целый ряд неправильных поступков, унижающих епископское достоинство», «бестактная деятельность», «нетрезвость и распущенность».
Немецкая оккупация в августе 1942 года застала его коммерческим директором мясокомбината в Пятигорске, где Автономов объявил себя уже не обновленческим, а «тихоновским» архиепископом и фактически являлся двойным агентом — НКВД и гестапо.
Автономов служил в Пятигорске в небольшом уцелевшем в годы войны кладбищенском храме праведного Лазаря Четверодневного. Здесь по его доносу был арестован немцами и впоследствии расстрелян клирик этого храма (1938—1942) протоиерей Василий Геккель, укрывавший советских солдат.
В декабре 1942 года он эвакуировался на Украину, где сумел ввести в заблуждение вскоре погибшего экзарха Украинской автономной церкви митрополита Алексия (Громадского) и был принят в юрисдикцию этой структуры, а 3 января 1943 года назначен архиепископом Мозырским и Речицким.
Продолжая негласно сохранять брачный статус, архиепископ утаил скандальные факты собственной биографии от священноначалия канонической Православной Церкви, действовавшей на территории Украины. После переезда в Гомель он усвоил себе титул «Управляющего Православными Приходами Белоруссии, Житомирского Генерал-Комиссариата, Мозырского и Речицкого архиепископа». Кроме того, архиепископ предъявил поддельное свидетельство, согласно которому он якобы был рукоположён во епископа в 1922 г. Патриархом Московским и всея России Тихоном. За непродолжительный период своего пребывания в Гомеле Николай Автономов рукоположил одиннадцать клириков, каноническое достоинство которых вызывало сомнения со стороны части верующего населения и духовенства. В 1944—1946 годы архиепископ Минский и Белорусский Василий (Ратмиров) (также получивший в обновленчестве епископский сан, будучи женат, и также выдававший себя за ставленника Патриарха Тихона) активно добивался перерукоположения всех священнослужителей, получивших посвящение от архиепископа Николая.
Решением трёх архиереев Украинской автономной Церкви от 5 июня 1943 года последовало запрещение «именующего себя архиепископом Николая Автономова в священнослужении».
29 января 1944 года с женой, дочерью и внучкой прибыл в Варшаву и, по поручению местной германской администрации, несколько месяцев окормлял различные вспомогательные ненемецкие части, сформированные из народов востока.
26 мая 1944 года, назвав себя «православным руководителем для легионеров и воинских соединений Вермахта и Охранных войск в генерал-губернаторстве», впервые обратился к Архиерейскому Синоду РПЦЗ с прошением о принятии его в каноническое общение. Ответа из Синода не последовало, но один из его членов, митрополит Берлинский и Германский Серафим (Ляде), 21 июня того же года написал архиепископу, что вступает с ним и находящимися в его ведении казаками в евхаристическое общение.
Через месяц с небольшим Автономов приехал из Кракова в Берлин, и на встрече с Петром Красновым смог произвести на генерала благоприятное впечатление. 7 августа 1944 года генерал Пётр Краснов просил о назначении Николая Автономова архиепископом Донским, Кубанским и Терским для окормления ряда казачьих формирований в Польском генерал-губернаторстве. 8 августа начальник «церковного реферата» Главного управления имперской безопасности (РСХА) Нейгауз выразил согласие на назначение Николая епископом при Главном управлении казачьих войск.
16 августа Автономов написал ещё одно прошение в Архиерейский синод, а 26 августа — лично Митрополиту Анастасию (Грибановскому). 27 августа 1944 года генерал Пётр Краснов просил о назначении Николая Автономова архиепископом Донским, Кубанским и Терским для окормления ряда казачьих формирований в Польском генерал-губернаторстве. Архиерейский Синод провёл расследование и выявил самозванство Автономова. Кроме того, к Митрополиту Анастасию поступили деяние Собора епископов автономной Украинской Церкви в Варшаве от 8 апреля 1944 года, подтвердившее решение трёх архиереев этой Церкви от 5 июня 1943 года, а также доклад председателя Комиссии по церковным делам при Русском комитете в Генерал-губернаторстве А. К. Свитича о результатах расследования комиссии по данному делу. 11 октября 1944 года Архиерейский Синод постановил:

«а) прошение Николая Автономова о принятии его в молитвенное и евхаристическое общение отклонить ввиду непринадлежности его к составу канонических православных епископов; б) уведомить генерала Краснова, что Николай Автономов как самозванец и обновленец не может быть назначен ни на какую церковную должность; в) просить Митрополита Берлинского и Германского Серафима аннулировать выданное им Николаю Автономову удостоверение о том, что он является православным епископом, коему разрешено совершение богослужений в пределах Германской епархии».
31 октября 1944 года митрополит Анастасий (Грибановский) написал из Вены в Рейхминистерство церковных дел, что он и митрополит Серафим (Ляде) обсудили прошение Николая Автономова о принятии его в Зарубежную Русскую Православную Церковь и наречении митрополитом казаков и вместе с Архиерейским Синодом пришли к заключению, что «представленные сведения являются неверными и что упомянутый не может рассматриваться в качестве правящего архиерея». 9 апреля 1945 года Архиерейский Синод окончательно отклонил его просьбу о пересмотре дела.
Вступил в контакт с иезуитской миссией в Мюнхене. Принят в общение с Римским престолом в сане митрополита. Усвоил себе титул «Митрополита русских католических церквей в Германии». Начал издавать в Мюнхене журнал «Колокол» и устроил униатскую церковь святого Николая. Через год-полтора был разоблачён как самозванец, смещён и отправлен в католический монастырь.
15 декабря 1947 года арестован американской оккупационной администрацией по обвинению в шпионаже в пользу СССР. 10 марта 1948 года выпущен под залог и за недоказанностью обвинений оправдан 8-м судебным округом военного суда США.
После выхода на свободу получил назначение Ватикана на работу с русскими эмигрантами в Южной Америке «без определённых полномочий». Там Автономов порвал с католиками и эмигрировал в США.
В 1950-х годах несколько раз безуспешно пытался перейти в состав Северо-Американской митрополии, в 1962 году подал прошение о принятии его в состав Греческого экзархата, возглавляемого архиепископом Иаковом (Кукузисом). После неудачных попыток присоединиться к разным православным юрисдикциям, пропал из поля зрения католической иерархии.
В конце 1960-х годов он жил в Нью-Хэйвене, штат Коннектикут. По некоторым данным служил на приходах Русинской (Питтсбургской) митрополии в США в штатах Коннектитут и других как приходской священник. Потом проживал на покое.
Умер 13 августа 1979 года в Сент-Питерсберге (Флорида), США. Похоронен там же по епископскому чину.